# Jęcznik
Jęcznik (niem. Davidshof) – wieś w Polsce położona w województwie warmińsko-mazurskim, w powiecie szczycieńskim, w gminie Szczytno.
Leży przy DK53 prowadzącej ze Szczytna do Pasymia, w miejscu, w którym droga najbardziej zbliża się do jeziora Sasek Wielki.
W latach 1975–1998 miejscowość administracyjnie należała do województwa olsztyńskiego.
Wieś powstała w 1385 jako majątek ziemski, rozparcelowany dopiero w latach 20. XX wieku.